# Chus Gutiérrez
Maria Jesús Gutiérrez (Granada, 1962), coneguda com a Chus Gutiérrez, és una directora de cine, guionista i actriu.
Als vuit anys la seva família es va traslladar a Madrid i als disset va marxar a Londres per estudiar anglès. Quan va tornar a Espanya va començar a treballar en el món de la imatge. En 1983, va decidir anar-se'n a Nova York a estudiar cine.

## Nova York
En el seu primer any a Nova York va assistir a un curs a Global Village, on va conèixer el seu mestre Fred Barney Taylor, qui va organitzar un curs de súper 8, i va ser a partir de llavors quan va començar a rodar els primers curts en aquest format: Porro on the Roof (1984), Snikers on Fire i Tropicana. El primer curt en 16 mm va ser Mery Go Round, basat en una història original d'un còmic de Toni Mena i Juan Bas.
Va participar en rodatges de nombrosos curtmetratges desenvolupant diferents funcions de producció i so. En 1985 va ingressar a City Collage, on va estudiar cine.
Durant la seva estada a Nova York va formar el grup musical Xoxonees, junt a Blanca Li, Montse Martínez, Cristina Hernández, Etienne Li i Tao Gutiérrez. El conjunt va actuar durant algun temps en diferents locals d'oci de la ciutat amb un gran èxit de públic. Es va dissoldre el 1989.

## Retorn a Espanya
En 1987 va tornar a Espanya i va conèixer Joaquín Jordá. Entre ells va sorgir una llarga amistat lligada a diferents projectes, entre els quals la traducció del primer guió de Chus Gutiérrez, Sublet, llargmetratge protagonitzat per Icíar Bollaín que va obtenir la Caracola de Oro al Festival Alcances de Cadis, a més del premi al Festival de Cinema Jove 1992, la nominació al Goya com a millor directora novell i el premi del Cercle d'Escriptors Cinematogràfics a la millor direcció novell.
En 1989 Chus Gutiérrez va treballar d'ajudanta de direcció a El encargo del cazador i els dos anys següents va realitzar els curtmetratges La cinta dorada (1987) i Pezdro (1988).
.En 1992 amb la productora MUAC FILMS va dur a terme la producció de diferents curts de col·laboradors i amics: Mejor no hables (1994) de Pedro Paz, “Hábitos” (1995), Todo, Todo, Todo, Todo (1997), Completo Comfort (1997) de Juan Flahn i Miranda hacia atrás (1997) de Pedro Paz.
Entre 1992 i 1993 va mostrar la seva faceta d'actriu en diferents curtmetratges, com Baja Corazón i Los amigos del muerto d'Icíar Bollaín, o Intrusos II, d'Arantxa Vela.
Després de l'experiència de Sublet, va tornar al llargmetraje el 1994 amb Sexo oral, una producció de baix cost, amb la participació com a coproductors d'Emilio Martínez Lázaro i Carmelo Espinosa. De 1996 és la pel·lícula Alma gitana, ambientada al barri de Lavapiés de Madrid, que va comptar amb l'aportació del grup musical Ketama, responsable de part de la banda sonora. En 1997 va rodar Insomnio amb Candela Peña, Ernesto Alterio, Fele Martínez, Ginés García Millán i María Pujalte, que van protagonitzar tres històries entrelligades sobre homes i dones contemporanis.
Va treballar com a guionista per a la televisió el 1994 en la sèrie Canguros i després, el 1999, va escriure i va dirigir Ellas son así, protagonitzada por Maribel Verdú, María Barranco, Neus Asensi i María Adánez, i per la qual va rebre el Premi Meridiana de l'Institut Andalús de la Dona.
En 2001 va estrenar Poniente, una pel·lícula rodada a Almeria sobre el desarrelament que sent una dona quan torna a la terra on va viure la seva infància i el xoc amb la nova realitat d'hivernacles i d'immigració. El film es va endur el premi al millor guió del Festival Toulousse Cinespaña i el premi Fipresci al Festival de Cine de Guadalajara (Mèxic) a més d'estar present al Festival de Venècia i de Toronto en 2002.
En 2003 va interpretar un paper en el film Te doy mis ojos, d'Icíar Bollaín. El 2004 va dirigir el segment "Adolescentes", dins de la pel·lícula col·lectiva ¡Hay motivo!, en què va abordar el tema del sistema educatiu, amb la participació de diversos estudiants que critiquen una educació pública desatesa. Va repetir el mateix any amb un altre projecte dirigint el segment "Las 7 alcantarillas", rodat a Còrdova (Argentina), amb la història de Maca, una nena de cinc anys que explica la seva vida des d'una visió fantàstica, lluny del que veritablement l'envolta. La pel·lícula va ser dirigida junt a Patricia Ferreira, Pere Joan Ventura, Javier Corcuera i Javier Fesser.
Entre els anys 2004 i 2006 va fer diverses incursions en el món de l'art de la mà de José Guirao i Rafa Doctor amb peces de vídeo:
- 2004: El inmóvil viaje: un projecte encarregat por la Casa Encendida i Casa d'Amèrica entorn les noves cartografies de Madrid.
- 2005 – El retorno: projecte sobre els ofegats a l'Estret.
- 2006 – “La Plaza”: dins del projecte col·lectiu La ciudad en ciernes. Produït per la Universitat d'Arquitectura de Valladolid.

En 2005, i mentre formava part del festival NOTODOFILMFEST, va dirigir el curt Lunch time, en què narra la vida d'una dona treballadora que recorre la ciutat en la cerca de menjar. Aquell mateix any va estrenar El Calentito, pel·lícula ambientada en la Movida madrileña i protagonitzada por Verónica Sánchez, Macarena Gómez i Ruth Díaz, que integraven en el film el grup musical punk Las Siux. La cinta va participar en el Festival de Cine de Comèdia de Montecarlo, on es va endur el Premi del Jurat en la categoria de millor film.
En 2006 va dirigir el videoclip Tengo el corazón contento, un dels temes del disc Un rayo de luz, gravat por iniciativa de la llibreria de cine Ocho y Medio i amb el suport d'AISGE.
En 2007 va col·laborar en la creació de CIMA, l'Asociación de Mujeres de Cine y Medios Audiovisuales, de la qual ha estat vicepresidenta els últims anys. Amb aquest projecte, que reuneix més de 300 dones, es pretén destacar les dones d'aquest àmbit davant de la seva escassa presència en el mitjà, en un intent de lluitar per la igualtat i la diversitat.
El gener de 2008 va produir, va escriure i va dirigir el seu setè llargmetratge: Retorno a Hansala, una història sobre la dignitat dels immigrants que arriben a les costes espanyoles. El film va obtenir diversos premis i mencions:
- Festival internacional de cine de Valladolid
  - Premi Especial del Jurat.
- Festival internacional de cine del Caire
  - Piràmide d'Or.
  - Premi FIPRESCI.
- Festival de cine de Guadalajara, Mèxic
  - Millor direcció.
  - Millor guió.
- Premis Goya 2009, nominacions
  - Millor actriu revelació.
  - Millor cançó original.
  - Millor guió.

En 2010 va rodar el curtmetratge: Me gustaría estar enamorada... a veces me siento muy sola, la història de tres adolescents que viuen una intensa nit plena de vaivens sentimentals. El mateix any, amb motiu dels 50 anys de la Gran Via madrilenya, va rodar el curtmetratge Mi primer amanecer, on la Gran Via és l'escenari d'un musical en què tres adolescents veuran la seva primera albada.
Va dirigir també en 2010 el segment de “Las que viven en la niebla”, dins del llargmetratge col·lectiu Ellas son África. Rodat a Namíbia, conta la història d'un grup de dones que lluiten per trobar una solució al problema de l'aigua al desert.
L'agost del mateix any va escriure i va dirigir El instante del absurdo, que va suposar la seva primera incursió en el món del teatre. Va comptar amb la interpretació de Roberto Álvarez, i era feta per encàrrec de Blanca Portillo i Chusa Martin per al Festival de Teatre de Mèrida.

## Filmografia
DIRECTORA
| GÈNERE        | ANY  | TÍTOL                                                             |
| ------------- | ---- | ----------------------------------------------------------------- |
| Llargmetratge | 1991 | Sublet                                                            |
| Llargmetratge | 1994 | Sexo oral                                                         |
| Llargmetratge | 1996 | Alma gitana                                                       |
| Llargmetratge | 1998 | Insomnio                                                          |
| Llargmetratge | 2002 | Poniente                                                          |
| LLargmetratge | 2005 | El Calentito                                                      |
| Llargmetratge | 2008 | Retorno a Hansala                                                 |
| Llargmetratge | 2014 | Ciudad Delirio                                                    |
|               |      |                                                                   |
| GÈNERE        | ANY  | TÍTOL                                                             |
| Curtometratge | 1984 | Porro on the roof                                                 |
| Curtmetratge  | 1985 | Snikers of fire                                                   |
| Curtmetratge  | 1986 | Tropicana                                                         |
| Crtmetratge   | 1986 | Mery go round                                                     |
| Curtmetratge  | 1987 | La cinta dorada                                                   |
| Curtmetratge  | 1989 | Pezdro                                                            |
| Curtmetratge  | 2004 | ¡Hay motivo! (segment "Adolescentes")                             |
| Curtmetratge  | 2004 | En el mundo a cada rato (segment "Las siete alcantarillas")       |
| Curtmetratge  | 2005 | Lunch Time                                                        |
| Curtmetratge  | 2009 | Cortos - es + (segment "Sin pensarlo dos veces")                  |
| Curtmetratge  | 2009 | El diario de Manuel                                               |
| Curtmetratge  | 2010 | Mi primer amanecer                                                |
| Curtmetratge  | 2010 | Ellas son África (segment "Namibia - Las que viven en la niebla") |
| Curtmetratge  | 2010 | Me gustaría estar enamorada... a veces me siento muy sola         |

| GÈNERE    | ANY  | TÍTOL                     |
| --------- | ---- | ------------------------- |
| Sèrie TV  | 1999 | Ellas son así             |
| Videoclip | 2006 | Tengo el corazón contento |
| Teatre    | 2011 | El instante del absurdo   |